# 佐野保
佐野 保（さの たもつ、1896年12月20日 - 1991年1月23日）は、日本の医師。専門は小児科学。医学博士。主な業績に「栄養失調性くる病」「新生児肺炎ウイルス タイプ仙台」の研究報告がある。

## 経歴
香川県生まれ。 旧制第六高等学校を経て1923年に東京帝国大学医学部卒業。1926年、金沢医科大学（現金沢大学医学部）助教授に就任。1931年 - 1932年、ベルリン大学およびハイデルベルク大学へ留学。
1939年、東京大学医学部助教授。1944年、長崎医科大学（現長崎大学医学部）教授。1948年、東北大学医学部教授。1950年、東北大学医学部附属病院院長。1960年、同大学定年退官後、東北公済病院院長。1965年、仙台大学学長。勲二等瑞宝章および従四位を受けた。
日本小児科学会、米国小児科アカデミー名誉会員。日本血液病学会、日本小児保健学会、日本伝染病学会、日本ビタミン学会などの評議員を歴任した。

## 参考資料
- 佐野保教授業績集、東北大学医学部小児科学教室、1970
- 艮陵同窓会百二十年史、東北大学医学部艮陵同窓会．1998